# Xestia obscura
Xestia obscura là một loài bướm đêm trong họ Noctuidae.